# Palacio Baltá
El Palacio Baltá, también conocido como Palacio del Fraret o Can Babau, es una casa señorial de estilo gótico de Villafranca del Panadés, Alto Panadés.
Data del siglo XIII. Fue construido por Francisco Babau y ampliamente reformado en 1522.